# Hartwig Johann Moller
Hartwig Johann Moller (* 14. Februar 1677 in Hamburg; † 11. Januar 1732 ebenda) war ein deutscher Jurist, Oberaltensekretär und Ratsherr der Freien und Hansestadt Hamburg.

## Herkunft und Familie

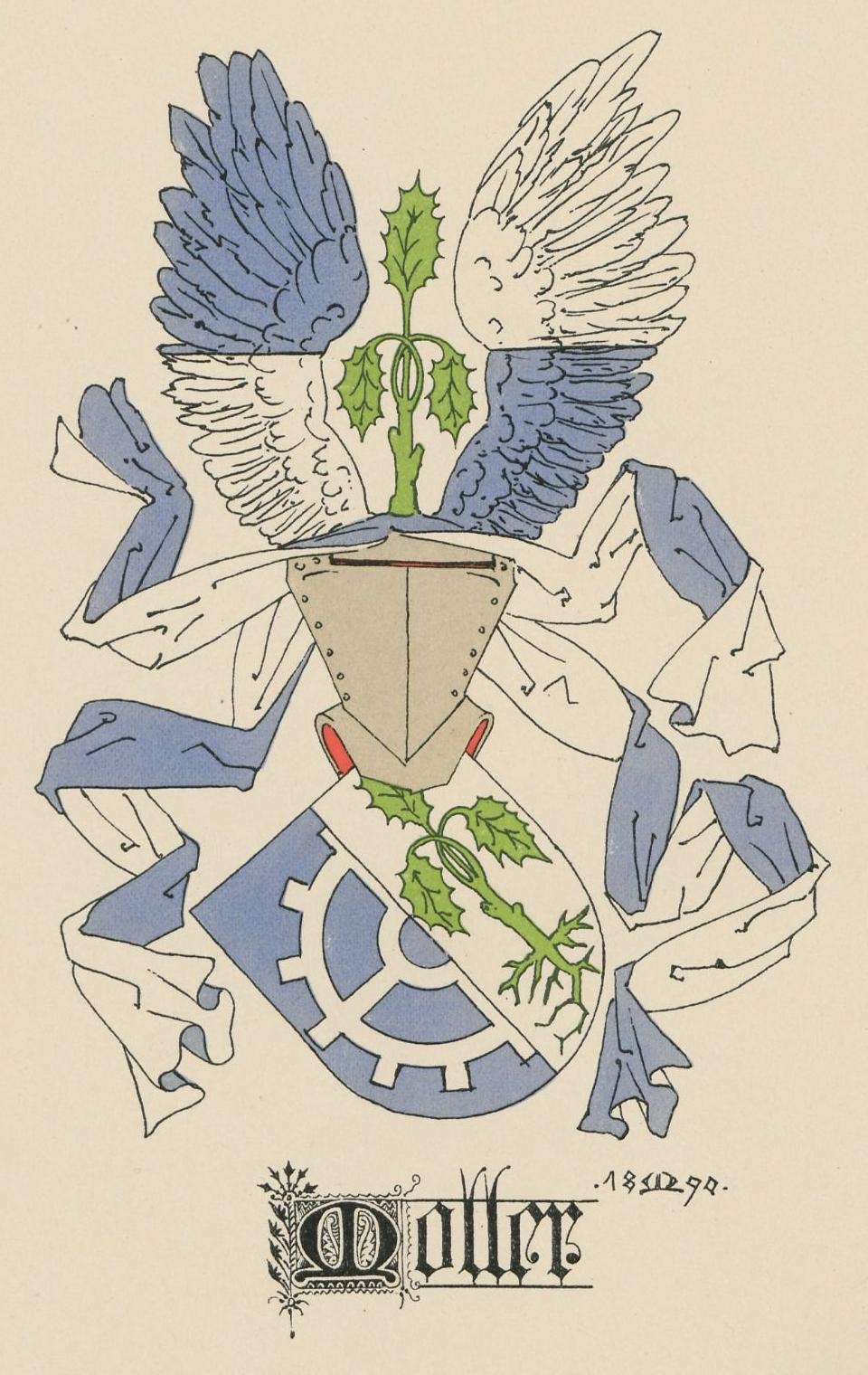
Wappen der Familie Moller gezeichnet von Eduard Lorenz-Meyer

Moller stammte aus dem Hamburger Hanseatengeschlecht Moller vom Baum. Zur Unterscheidung von anderen gleichnamigen Familien nannte diese Familie sich nach ihrem Wappen vom Baum.
Mollers Eltern waren der Hamburger Bürgermeister Hieronymus Hartwig Moller (1641–1702) und dessen Ehefrau Anna Margaretha Schmidt († 1691), Tochter des Juraten an Sankt Petri Johann Schmidt.
Im Jahr 1708 heiratete Moller Lucia Catharina Lemm, Tochter von Paul Lemm. Das Ehepaar hatte neun Kinder, wovon jedoch alle Söhne unverheiratet starben. Der Richter Hieronymus Hartwig Moller war einer der Söhne. Von seinen Töchtern heiratete Elisabeth Maria (* 1717) im Jahr 1738 den Landdrost Gottfried Bogaert und Cornelia Margaretha (* 1722) im Jahr 1747 den Pastor an Sankt Nikolai in Billwerder Johann Andreas Geismer (1695–1759).

## Leben
Nach seiner Schulbildung an der Gelehrtenschule des Johanneums in Hamburg studierte Moller ab 1698 Jurisprudenz an der Universität Rostock und der Universität Halle, bereiste dann Italien, England, Holland und Deutschland und schloss sein Studium schließlich 1702 als Doktor der Rechte an der Universität Utrecht ab.
Nach Hamburg zurückgekehrt wirkte Moller zuerst als Advokat in seiner Vaterstadt, bevor er am 27. Februar 1709 als Beisitzer am Niedergericht eintrat. Im Jahr 1710 wurde er Nutznießer einer Vikarie an der Hauptkirche Sankt Jacobi. Am 3. Juli 1713 wurde er Mitglied der 1709 ins Leben gerufenen Deputation der Hunderter, welche mit der kaiserlichen Kommission über die Hamburger Verfassung verhandelte. Als Christoph Wilhad Hilcken 1717 starb, wurde Moller am 22. Dezember 1717 als dessen Nachfolger zum Oberaltensekretär gewählt. Am 20. September 1727 wurde er Ratsherr und führte dieses Amt bis zu seinem Tod am 11. Januar 1732.

## Werke (Auswahl)
- Hartwig Johann Möller: Disputatio juridica inauguralis continens theses juris controversi, de rescindenda venditione. Van de Water, Utrecht 1702 (Online bei Google Books).